# Genesis 2017
Genesis 2017 è stata la decima edizione prodotta dalla Total Nonstop Action Wrestling e la seconda ad essere trasmessa in formato gratuito e non in pay-per-view. L'evento e stato registrato presso l'Impact Zone di Orlando in Florida e trasmesso in seguito dall'emittente televisiva Pop TV.

## Risultati
| # | Match | Stipulazioni                                                               | Durata |
| - | --- | -------------------------------------------------------------------------- | ------ |
| 1 | The Broken Hardys (Broken Matt e Brother Nero) hanno sconfitto DCC (Bram e Kingston) (con James Storm) e Decay (Crazzy Steve e Abyss con Rosemary) | Fatal three-way match per il titolo TNA World Tag Team Championship        | 07:02  |
| 2 | Drew Galloway (c) ha sconfitto Moose | Single match per il titolo Impact Grand Championship                       | 06:46  |
| 3 | Rosemary (c) ha sconfitto Jade | Monster Ball per il titolo TNA Knockout's Championship                     | 09:25  |
| 4 | DJZ (c) ha sconfitto Andrew Everett, Caleb Konley, Marshe Rockett e Trevor Lee                                                                     | Fatal five-way match per il titolo TNA X Division Championship             | 04:21  |
| 5 | Lashley ha sconfitto Eddie Edwards (c) (3-2) | 30 minutes Iron Man match per il titolo TNA World Heavyweight Championship | 30:00  |
|   | (c) = Campione in carica al momento dell'inizio del match                                                                                          |                                                                            |        |

## Iron Man match
| Punteggio | Vincitore     | Mossa o decisione | Tempo |
| --------- | ------------- | ----------------- | ----- |
| 1-0       | Lashley       | schienamento      | 08:32 |
| 2-0       | Lashley       | Countout          | 14:42 |
| 2-1       | Eddie Edwards | Schienamento      | 21:20 |
| 2-2       | Eddie Edwards | Schienamento      | 24:42 |
| 3-2       | Lashley       | Sottomissione     | 26:32 |